# Ánchel Conte Cazcarro
Ánchel Conte Cazcarro (Alcolea de Cinca, 1942 - Almeria, 22 de novembre de 2023) fou un escriptor en aragonès. Va ser doctor en història i catedràtic d'ensenyament secundari, jubilat el 2003. Militant actiu, va reorganitzar el Partit Comunista d'Espanya (PCE) en la província de Terol en els últims anys del franquisme i va militar a Esquerra Unida d'Aragó. Va ser membre de l'equip fundador d'Andalán, revista aragonesista i escrita plenament en castellà, excepte els articles que hi publicaven, entre d'altres Conte, i va estar entre els fundadors del Consello d'a Fabla Aragonesa.
Durant la seva estada a Aínsa com a professor d'història, va portar a terme una intensa labor d'investigació del folklore de la comarca de Sobrarb i va fundar l'agrupació folklòrica Viello Sobrarbe. Va ser una figura imprescindible de la literatura contemporània en aragonès. va escriure tant poesia com novel·la, a més de col·leccions de relats. Com a investigador, a part de més de quaranta articles d'història medieval altoaragonesa publicats en revistes i en congressos nacionals i internacionals, va publicar quatre obres destacades en la historiografia aragonesa: La encomienda del temple de Huesca (1986) i La aljama de moros de Huesca (1992, Los moriscos de la ciudad de Huesca: una conivencia rota (2009) i La aljama de moros de Barbastro (2013). Alguns dels seus articles i comunicacions van ser escrits en aragonès, de manera que va ser pioner en l'ús d'aquesta llengua també en el camp de la història. Va formar part de l'equip que va escriure El aragonés: identidad y problemática de una lengua (1977).
Va rebre diversos premis literaris: Premi de Contes en Aragonès Ciutat de Barbastre (1970) i premis en la Festa de la Poesia d'Osca de 1968,1969, 1970, 1971. El 2001 va rebre el premi de la Universitat de Saragossa per a poesia en aragonès pel poemari Como plebia sobre o bientre, editat inclòs en el poemari E zaga o mar o desierto (2002). A més, el 2008, es presentà com candidat al Senat d'Espanya per la província d'Osca en la llista d'Izquierda Unida.
En 2021 va ser membre fundador de l'Academia Aragonesa de la Lengua, nomenat pel Govern de l'Aragó, i va ser elegit per unanimitat com a primer Director de l'Instituto de l'Aragonés. En el seu mandat com a director, l'Instituto de l'Aragonés va aprovar l'Ortografia de l'Aragonès.

## Obra
Poemaris:
- No deixez morir a mía voz (1972), reeditada el 1986 i traduïda al castellà i al rus el 2002
- O tiempo y os días (1996)
- E zaga o mar o desierto (2002), premio Saputo a la millor obra en aragonès de 2002. Traduïda a l'asturià

Col·leccions de relats:
- O rafe d'o espiello (1997)
- De ordo sacerdotalis (2004)

Novel·les:
- O bolito d'as sisellas (2000), Premi Saputo a la mejor obra en aragonés de 2000
- Aguardando lo zierzo (2002), Premi Ciutat de Barbastre, 2002; traduïda al rus el 2004 i al castellà, com Esperando el cierzo, el 2007

Té poemes i contes publicats a Argensola, Andalán, Fuellas, Rolde, Luenga e Fablas i altres revistes. Alguns poemes seus han estat traduïts al castellà, francès, anglès, alemany i portuguès.